# 2013 en Norvège
Chronologie de la Norvège
- 2009
- 2010
- 2011
- 2012
- 2013
- 2014
- 2015
- 2016
- 2017

Cet article présente les faits marquants de l'année 2013 en Norvège ou relatifs à la Norvège.

## Gouvernance
- Harald V est roi de Norvège.
- Jens Stoltenberg est le chef  du gouvernement jusqu'au 16 octobre puis Erna Solberg lui succède à la tête d'un nouveau gouvernement.

## Événements
- Le Prix Nobel de la paix est décerné à l'Organisation pour l'interdiction des armes chimiques .
- Les élections législatives norvégiennes de 2013 (Stortingsvalget 2013 en norvégien) se sont tenues le lundi 9 septembre 2013, afin d'élire les cent soixante-neuf députés du Storting pour un mandat de quatre ans.
- Les élections législatives samies de Norvège de 2013 ont lieu le 9 septembre 2013 en même temps que les élections législatives norvégiennes afin de renouveler pour quatre ans les 39 membres du Parlement sami de Norvège[1].

## Sport
- La Coupe du monde d'échecs 2013 est la septième coupe du monde d'échecs organisée sous l'égide de la Fédération internationale des échecs (FIDE). C'est un tournoi d'échecs individuel par élimination directe à 128 participants joué entre le 11 août et le 5 septembre 2013 dans la ville norvégienne de Tromsø. Les deux finalistes du tournoi, Vladimir Kramnik et Dmitri Andreïkine, sont qualifiés pour le tournoi des candidats de 2014.
- La 14e édition des Championnats du monde de ski acrobatique se déroule du 5 au 10 mars 2013 à Voss et Oslo (Norvège).
- L' Arctic Race of Norway 2013 est la première édition de cette course cycliste à étapes masculine. Elle a eu lieu du 8 au 11 août 2013. Elle fait partie du calendrier UCI Europe Tour 2013 en catégorie 2.1. Elle est remportée par le Norvégien Thor Hushovd, de l'équipe BMC, vainqueur également de deux des quatre étapes.
- La saison 2013 du Championnat de Norvège de football est la 51e édition de la première division norvégienne à poule unique, la Tippeligaen. Les seize clubs de l'élite s'affrontent deux fois au cours de la saison, à domicile et à l'extérieur. À l'issue de la compétition, les deux derniers du classement sont relégués en deuxième division tandis que le club classé 14e doit disputer un barrage de promotion-relégation face au 3e de D2.
- Les Bislett Games 2013 sont la 89e édition des Bislett Games qui ont eu lieu le 13 juin 2013 au Bislett stadion d'Oslo, en Norvège. Le meeting constitue la sixième étape de la Ligue de diamant 2013.

## Culture
- Before Snowfall (Før snøen faller) est un film norvégien réalisé par Hisham Zaman, sorti en 2013.
- Chasing the Wind est un film norvégien réalisé par Rune Denstad Langlo et sorti en 2013.
- Les Enquêtes du département V : Miséricorde (Kvinden i buret, littéralement « La femme dans la cage ») est un thriller germano-norvégio-suédo-danois réalisé par Mikkel Nørgaard, sorti en 2013. Il s'agit du premier de la série de six films adaptés d'après la suite des neuf romans policiers de Jussi Adler-Olsen (Les Enquêtes du département V).
- L'Épreuve (Tusen ganger god natt, littéralement Mille fois « Bonne Nuit ») est un film norvégien réalisé par Erik Poppe, sorti en 2013, présenté au Festival des films du monde de Montréal 2013, sorti en France le 6 mai 2015. Le film a été tourné à Dublin, Irlande et à Kaboul, Afghanistan [2]
- Jeg er din est un film dramatique norvégien écrit et réalisé par Iram Haq et sorti en 2013.
- Le Médecin de famille (Wakolda) est un thriller argentino-franco-hispano-norvégien coproduit, écrit et réalisé par Lucía Puenzo et sorti en 2013, adapté de son roman Wakolda.
- Les Optimistes est un film documentaire norvégien réalisé en 2012 par Gunhild Westhagen Magnor et sorti en 2013.
- Pioneer (Pionér) est un thriller norvégio-suédo-germano-français coécrit et réalisé par Erik Skjoldbjærg, sorti en 2013.
- Le Secret du Ragnarok (Gåten Ragnarok) est un film norvégien réalisé par Mikkel Brænne Sandemose, sorti en 2013.
- Twigson mène l'enquête (Knerten gifter seg) est un film norvégien réalisé par Martin Lund, sorti en 2010 et diffusé en 2013 sur Gulli, en France.

## Naissances
- Naissance en Norvège en 2013

## Décès
- Décès en Norvège en 2013